# Folklore (videojuego)
Folklore es un videojuego de acción desarrollado en 2007 por Game Republic y publicado por Sony Computer Entertainment en exclusiva para PlayStation 3. El juego se desarrolla en dos localizaciones, Irlanda y el Otro Mundo de la mitología irlandesa, y se juega como dos personajes, la joven Ellen y el periodista Keats. Cada capítulo de la historia debe ser repetido desde la perspectiva de ambos personajes, cuyos destinos se cruzan en el pintoresco pueblo de Doolin, donde una serie de eventos paranormales están atemorizando a la población. Para resolver el misterio, no les queda más remedio que rebuscar en el pasado del pueblo a través del peligroso Otro Mundo.